# Eudonia marmarias
Eudonia marmarias là một loài bướm đêm trong họ Crambidae.